# Renault Express (2020)
Renault Express – samochód osobowo-dostawczy typu kombivan klasy kompaktowej produkowany pod francuską marką Renault w latach 2021–2024 oraz od 2021 roku na rynki Afryki Północnej.

## Historia i opis modelu

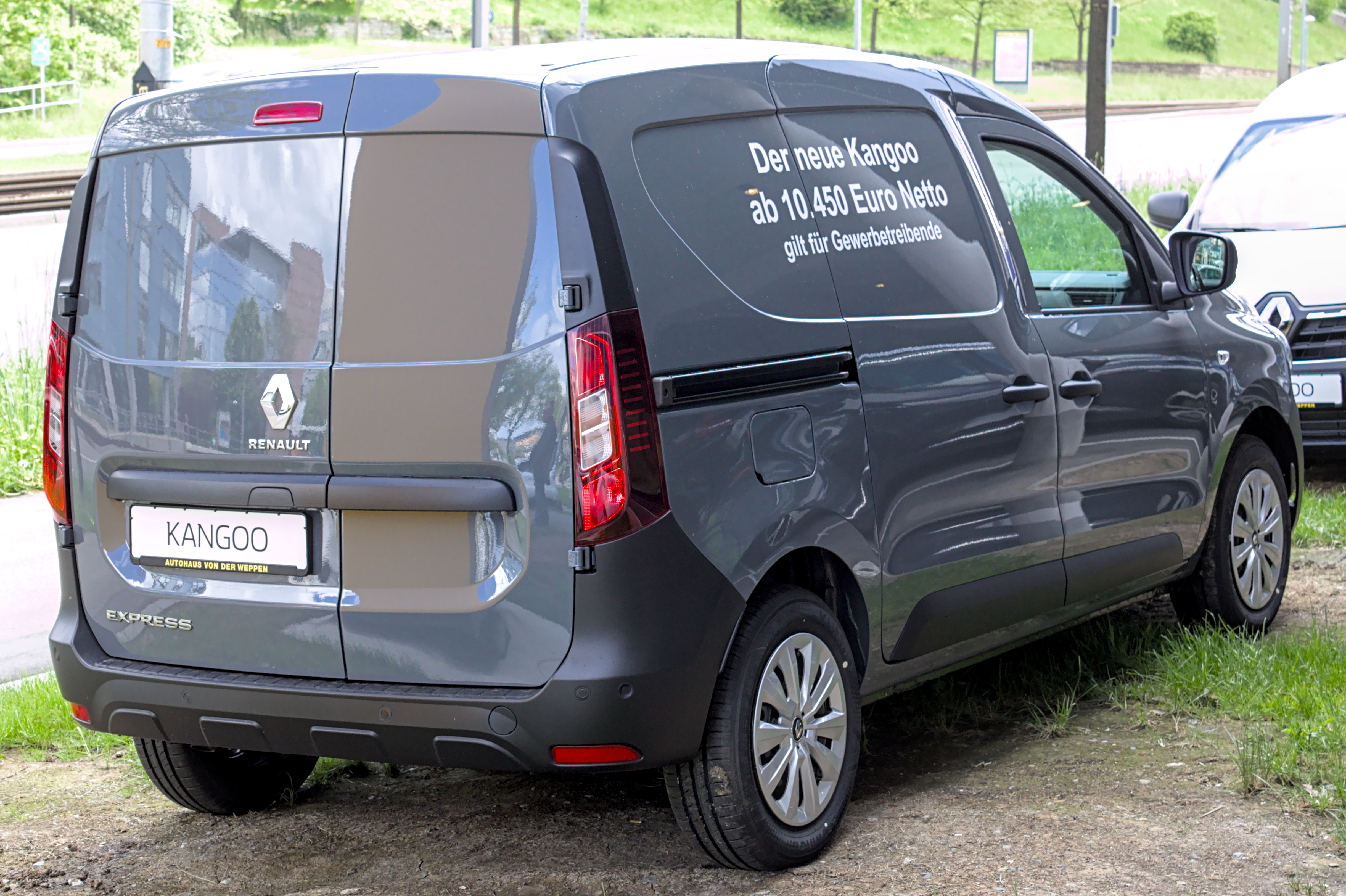
Renault Express - tył

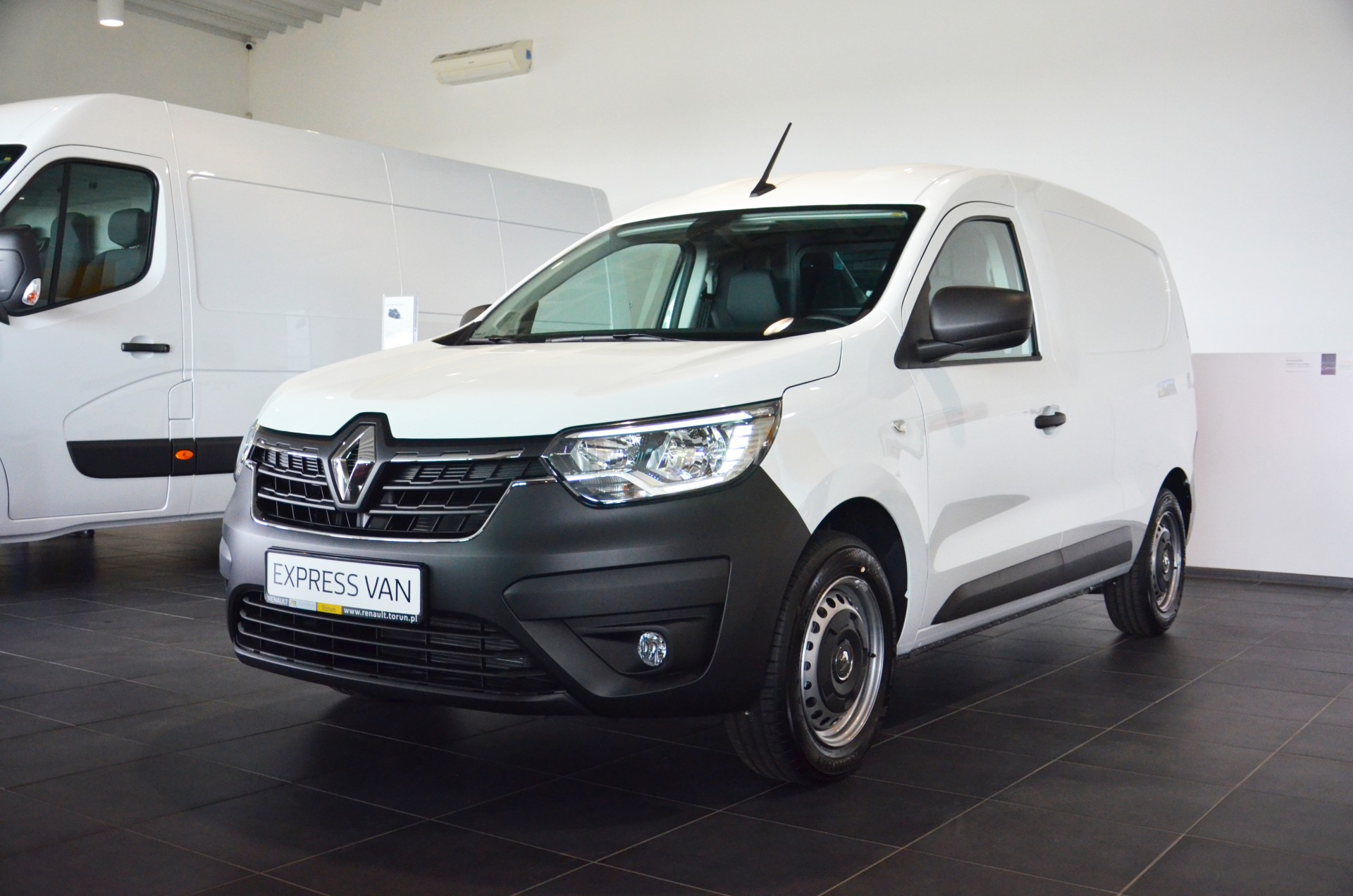
Renault Express Comfort

Prezentując w listopadzie 2020 trzecią generację Renault Kangoo, firma ogłosiła poszerzenie swojej oferty samochodów dostawczych o nowy, czwarty model, pozycjonowany jako mniejsza i tańsza alternatywa dla Kangoo Van. Do tego celu przywrócono do użytku niestosowaną od 2002 roku nazwę Express, a także wykorzystano produkowaną od 2012 roku konstrukcję Dacii.
Zdecydowano o zakończeniu produkcji modelu Dacia Dokker, włączając go do oferty Renault w zmodernizowanej postaci. Model Express zyskał nowy pas przedni upodobniony do osobowych modeli francuskiej firmy, z centralnie umieszczonym logo firmowym i podłużnymi, smukłymi reflektorami.
Zastosowano także nowy projekt kokpitu, wygospodarowano miejsce na schowki o łącznej pojemności 48 litrów, a także zastosowano opcjonalny 8-calowy ekran systemu multimedialnego Easy Link. Ponadto, pojazd może zostać wyposażony w ładowarkę indukcyjną schowaną w podłokietniku, 3 gniazda USB, 4 gniazda 12 V, a także kamerę cofania i system monitorowania martwego pola.
Pozostałe części nadwozia przeszły kosmetyczne zmiany - ograniczono się do przemodelowanych wkładów lamp tylnych, zachowując bryłę, proporcje, kształty detali i przetłoczenia z Dacii Dokker.

### Warianty
Renault Express, podobnie jak poprzednik, powstało w odmianie dostawczej o przydomku Express Van, oraz osobowej jako 5-drzwiowy kombivan. W obu przypadkach samochód dostępny jest w podstawowym, tańszym wariancie Essential oraz droższym, lepiej wyposażonym Comfort.

### Sprzedaż
Produkcja i sprzedaż Renault Express rozpoczęła się w maju 2021 roku. Pojazd przeznaczono do sprzedaży na tych samych rynkach, gdzie w latach 2012-2021 oferowana była Dacia Dokker – różnica obecna jest jednak w zakresie dostępnych wariantów nadwozia. W Europie Zachodniej i Środkowej oferowany był tylko dostawczy furgon, z kolei w Afryce Północnej, Turcji, Rosji i na Ukrainie nabyć można było także osobową odmianę. Pod koniec lipca 2024 produkcja Expressa na rynki europejskie została zakończona z powodu braku zgodności z nowymi unijnymi normami bezpieczeństwa.

### Silniki
- R4 1.3l TCe 100 KM
- R4 1.5l Blue dCi 75 KM
- R4 1.5l Blue dCi 95 KM[8]